# 科学朝日
『科学朝日』（かがくあさひ）は、科学に関する日本の雑誌。朝日新聞社刊。後に『SCIaS』（サイアス）と名称を改める。1941年（昭和16年）から2000年（平成12年）まで刊行された。

## 特色
1941年（昭和16年）に創刊された科学雑誌の老舗であった。専門の科学者や技術者を読者として想定して原著論文や専門家向けの総説を掲載する学術雑誌ではなく、一般向けに科学の最先端を紹介するジャーナリスティックな内容の雑誌であった。

## 沿革

### 創刊
1941年（昭和16年）、「機械知識涵養に重点を置き、更に科学全般の各分野にわたり、各号時宜に適合した題目を採り上げ、殊に写真と図解とを豊富にし少国民にも工場の産業青年にも平易にかつ楽しく読め、理解出来る」雑誌として『科学朝日』が創刊される。元々は前年に創刊された航空雑誌『航空朝日』の兄弟誌という位置づけで、初代編集長は『航空朝日』編集長の斎藤寅郎が兼務した。
同年11月2日、『科学朝日』創刊を記念して、神田共立講堂で「科学講演と科学映画の会」（主催・朝日新聞社、講演・日本映画社）が開催される。この会では、科学講演の部で仁科芳雄理学博士講演「宇宙船の話」と原乙未生陸軍少佐講演「科学戦から見た欧州大戦」、科学映画の部で『雪崩』『細菌物語』（十字屋映画部製作）、『独逸の陸軍』『植物の感応現象』（東和商事ウファ文化映画）が公開される。

### リニューアル
1996年（平成8年）、最先端情報を国際的な視点から速報する日本初の隔週刊ニュース科学誌として、『SCIaS（サイアス）』に改称して創刊する。

### 休刊
2000年（平成12年）9月1日、12月号を最後に『サイアス』を休刊することが決定する。この決定に伴い、立花隆は11月号の科学ルポ連載の枠を使って、科学ジャーナリズムの危機と、本誌の存続を訴える文章を載せている。さらに、最終号では、全11ページにわたって「『サイアス』をつぶすな」という署名、応援メッセージ、出版担当の取締役による「休刊の弁」が載せられる。

## その後
2011年（平成23年）4月から朝日ニュースターで隔週、『科学朝日』と題する科学トーク番組が開始された。タイトルは雑誌『科学朝日』を意識したと、司会の高橋真理子（朝日新聞編集委員）は第一回冒頭で説明している。朝日新聞「WEBRONZA」と連携して、テキスト配信サービスもおこなっている。
2023年（令和5年）10月5日、朝日新聞出版局の後身である朝日新聞出版は科学朝日の競合誌であった『Newton』を出版しているニュートンプレスの全株式を取得し、子会社化したことを発表した。これにより、朝日新聞出版としては23年振りに科学雑誌の発行が復活することになった。

## 書誌情報
- 『科学朝日』朝日新聞社、1941年11月-1996年3月。 NCID AN00036832。全国書誌番号:00003418。
- 『SCIaS』朝日新聞社、1996年8月-2000年12月。 NCID AN1056583X。全国書誌番号:00105620。

## 科学朝日編著書
- 科学朝日 編『潜水艦の知識』朝日新聞社〈朝日科学新輯 7〉、1943年7月。 NCID BB16067180。全国書誌番号:46018457。
- 科学朝日 編『国民学校新教材による自然観察の教室』朝日新聞社、1943年12月。 NCID BN0946552X。全国書誌番号:46014714。
- 科学朝日 編『ノーベル賞の光と陰』朝日新聞社、1981年9月。 NCID BN01025512。全国書誌番号:81045219。
  - 科学朝日 編『ノーベル賞の光と陰』（増補版）朝日新聞社〈朝日選書 322〉、1987年1月。 NCID BN00858352。全国書誌番号:87018701。
- 科学朝日編集部『ニュー・セクソロジー』朝日新聞社、1981年10月。 NCID BN06482475。全国書誌番号:81048807。
- 科学朝日編集部『身のまわりのほんもの・ニセモノ』朝日新聞社、1986年12月。ISBN 9784022556332。 NCID BN0180533X。全国書誌番号:87014959。
- 科学朝日 編『スキャンダルの科学史』朝日新聞社、1989年10月。ISBN 9784022560711。 NCID BN03981071。全国書誌番号:90004909。
  - 科学朝日 編『スキャンダルの科学史』朝日新聞社〈朝日選書 570〉、1997年1月。ISBN 9784022596703。 NCID BN15771644。全国書誌番号:97051519。
- 科学朝日 編『殿様生物学の系譜』朝日新聞社〈朝日選書 421〉、1991年3月。ISBN 9784022595218。 NCID BN0620398X。全国書誌番号:91030938。
- 科学朝日 編『独創技術たちの苦闘』朝日新聞社〈朝日選書 485〉、1993年10月。ISBN 9784022595850。 NCID BN09798566。全国書誌番号:94006912。
- 科学朝日 編『科学史の事件簿』朝日新聞社、1995年1月。ISBN 9784022568243。 NCID BN12017254。全国書誌番号:95032407。
  - 科学朝日 編『科学史の事件簿』朝日新聞社〈朝日選書 656〉、2000年7月。ISBN 9784022597564。 NCID BA47351829。全国書誌番号:20086121。
- 科学朝日 編『モンゴロイドの道』朝日新聞社〈朝日選書 523〉、1995年3月。ISBN 9784022596239。 NCID BN12221341。全国書誌番号:95043779。
- 科学朝日 編『物理学の20世紀』朝日新聞社〈朝日選書 619〉、1999年2月。ISBN 9784022597199。 NCID BA40095403。全国書誌番号:99068597。
- 科学朝日 編『天文学の20世紀』朝日新聞社〈朝日選書 627〉、1999年6月。ISBN 9784022597274。 NCID BA41682492。全国書誌番号:99100844。